# Gustav Altenhain
Gustav Altenhain (* 5. Dezember 1891 in Haßlinghausen; † 23. Dezember 1968 in Gevelsberg) war ein deutscher Politiker (FDP).

## Ausbildung und Beruf
Nach dem Besuch der Volksschule, der kaufmännischen Handelsschule und der Kunstgewerbeschule übernahm Altenhain als Inhaber die Geschäftsführung einer Druckerei. Nach ihm ist die Gustav-Altenhain-Straße in Sprockhövel benannt.

## Partei
Altenhain schloss sich 1918 der DDP an und wurde durch deren Fusion mit dem Jungdeutschen Orden 1930 Mitglied der Deutschen Staatspartei.
Nach dem Zweiten Weltkrieg beteiligte Altenhain sich an der Gründung der Liberal-Demokratischen Partei in Westfalen, die sich am 7. Januar 1946 in Opladen an der Gründung der FDP in der britischen Zone beteiligte. Auf deren Gründungsparteitag wurde er zu einem der sechs stellvertretenden Vorsitzenden des Zonenverbandes gewählt und im Juni 1947 in dem Amt bestätigt. Er war zugleich Vorsitzender des FDP-Landesverbandes Westfalen und wurde nach Bildung des FDP-Landesverbandes Nordrhein-Westfalen am 27. Mai 1947 dessen Vorsitzender. In diesem Amt wurde er, der dem linken Parteiflügel zugerechnet wurde, im August 1947 in einer Kampfabstimmung vom Parteirechten Friedrich Middelhauve abgelöst. Seit Anfang 1952 gehörte er zu einer innerparteilichen Gruppe um Carl Wirths und Karl Schneider, die den Kurs der nationalen Sammlung, wie er von Middelhauve und Ernst Achenbach verfolgt wurde, scharf kritisierte.

## Abgeordneter
1925 bis 1933 war Altenhain Amtsvertreter von Haßlinghausen, 1926 bis 1933 Mitglied im Kreisausschuss Ennepe-Ruhr-Kreises und von 1929 bis 1933 Gemeindevertreter von Haßlinghausen. Seit 1945 war er erneut Mitglied der Gemeinde- und Amtsvertretung sowie des Kreistags.
Altenhain war 1927 bis 1929 sowie 1946 Mitglied im Provinziallandtag von Westfalen, gehörte 1946 bis 1948 als stellvertretendes Mitglied dem Zonenbeirat der britischen Zone an und war 1953 bis 1964 Mitglied der Landesversammlung von Westfalen-Lippe.
Altenhain gehörte 1946/47 zunächst den beiden ernannten nordrhein-westfälischen Landtagen an und war anschließend von April 1947 bis 1958 gewählter Landtagsabgeordneter. 
Er war dort 1946 bis 1954 stellvertretender Vorsitzender der FDP-Fraktion, 1948 bis 1949 stellvertretender Vorsitzender im Personalausschuss und 1950 bis 1955 stellvertretender Vorsitzender im Ausschuss für Haushalt und Finanzen. 1950 bis 1954 war er außerdem Zweiter Vizepräsident des Landtags. Der Landtag wählte ihn zum Mitglied der Bundesversammlungen 1949 und 1954, in denen jeweils Theodor Heuss zum Bundespräsidenten gewählt wurde, und 1959, als die Wahl auf Heinrich Lübke fiel.

## Öffentliche Ämter
Altenhain amtierte 1945/46 als Bürgermeister in Haßlinghausen.